# Universität Oradea
Die Universität Oradea (rumänisch: Universitatea din Oradea) ist eine staatliche Universität in der rumänischen Stadt Oradea (deutsch: Großwardein) mit insgesamt 19.000 Studenten und rund 1.000 wissenschaftlichen Angestellten.

## Geschichte
Die Universität Oradea geht auf eine Philosophenschule von 1780 zurück, 1788 wurde eine Juristische Fakultät gegründet. Zu dieser Zeit war die Hochschule auch als Universität Großwardein bekannt. Ab 1921 wurden alle Vorlesungen in rumänischer Sprache gehalten. 1923 wurde eine theologische Fakultät errichtet. Später wurde die Fakultät für Literaturwissenschaften der Universität Crisana eingegliedert. 1934 wurde die juristische Fakultät an die Babeș-Bolyai-Universität Cluj abgegeben. Zwischen 1963 und 1983 wurden verschiedene weitere Abteilungen eröffnet.
Die neuzeitliche Universität wurde erst am 1. Oktober 1963 gegründet; 1990 wurde auch der offizielle Status einer "Technischen Universität" verliehen.

## Universität
Die heutige Universität bietet an 18 Fakultäten 105 Studiengänge und 165 postgraduierte Studienprogramme an.
Die "International Academy of Cybernetics "Stefan Odobleja"" ist der Universität Oradea angegliedert. Zur Universität gehören die Forschungszentren:
- Nationales Forschungszentrum für Geothermie
- Medizinisches Forschungszentrum
- "Crisina"-Abteilung der Akademie der Medizinischen Wissenschaften
- Forschungs- und Produktionszentrum für Mikrowellenerwärmung
- Forschungszentrum für Supraleiter und Tieftemperaturtechnik (Kryotechnik)
- Forschungszentrum für Luft- und Raumfahrt (in Kooperation mit der "Russian Tiolkovski Academy of Cosmonautics (RACTs)" und der "Romanian Space Agency (ROSA)")
- Kernforschungszentrum

Außerhalb der Universität sind im Ausland folgende universitätszugehörige Institutionen angesiedelt:
- Deutsches Institut der Universität Oradea in Ingolstadt, Deutschland
- Griechisch-Rumänisches Institut für Forschung und Technologie der Universität Oradea in Athen, Griechenland
- Französisch-Rumänisches Institut für Doktorstudien an der Universität Orléans in Orléans, Frankreich
- Institut für Hochschulwesen an der Universität Catania in Syrakus, Sizilien/ Italien
- Institut für Hochschulwesen an der Universität L.U. de S. in Lugano, Tessin/ Schweiz

## Fakultäten

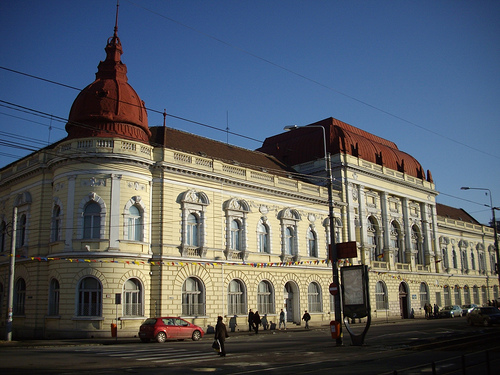
Medizinische Fakultät

- Fakultät für Architektur und Baukonstruktion
- Ökonomische Fakultät
- Fakultät für Elektrotechnik und Informationstechnologie
- Fakultät für Energietechnik
- Fakultät für Umweltschutz
- Fakultät für bildende Künste
- Fakultät für Geschichtsgeographie
- Rechtswissenschaftliche Fakultät
- Literaturwissenschaftliche Fakultät
- Fakultät für Management und Technologiewesen
- Medizinische und Pharmazeutische Fakultät
- Musische Fakultät
- Fakultät für orthodoxe Theologie
- Fakultät für Sport und Sporterziehung
- Fakultät für Politik- und Kommunikationswissenschaften
- Naturwissenschaftliche Fakultät
- Sozial- und Geisteswissenschaftliche Fakultät
- Fakultät für Textilwesen und Lederbearbeitung